# Mixornis
Mixornis — рід горобцеподібних птахів родини тимелієвих (Timaliidae). Представники цього роду мешкають в Південній і Південно-Східної Азії. Раніше їх відносили до роду Синчівка (Macronus), однак за результатами молекулярно-генетичного дослідження вони були переведені до відновленого роду Mixornis.

## Види
Виділяють чотири види:
- Синчівка світлоока (Mixornis kelleyi)
- Синчівка сірощока (Mixornis flavicollis)
- Синчівка жовточерева (Mixornis gularis)
- Синчівка смугастовола (Mixornis bornensis)

## Етимологія
Наукова назва роду Mixornis походить від сполучення слів дав.-гр. μιξις — змішаний і ορνις — птах.